# Marcelo Quinteros
Marcelo Nildo Quinteros (nació el 23 de diciembre de 1976 en Cañada de Gómez, Santa Fe) es un futbolista argentino que juega de mediocampista por derecha o de mediocampista central en el Sport Club Cañadense.
Marcelo Quinteros comenzó su carrera profesional en el 2000 en Rosario Central. En el 2003 jugó durante una temporada en el Deportivo Cuenca de Ecuador antes de firmar con Gimnasia y Esgrima de Jujuy en el 2004. 
En el 2005, Quinteros fue parte del equipo de Gimnasia que ganó el campeonato de Segunda División y obtuvo el ascenso a la Primera División.
En el 2009 firmó por Banfield después de fallar en el intento de mantener en la Primera División a su antiguo club, San Martín de Tucumán. Jugó todos los partidos del Apertura 2009, ayudando a Banfield a ganar el Torneo Apertura 2009 por primera vez en su historia.
A mediados de 2012 se incorporó a Boca Unidos de Corrientes, club que militaba en la Primera B Nacional.
Retornado a su ciudad natal, jugó en los clubes ADEO, América, Barraca de Armstrong y desde 2020 juega en el Sport Club Cañadense todos participantes de la Liga Cañadense de Fútbol. Actualmente año 2025 se encuentra como ayudante del cuerpo técnico y como jugador en club Barranca de Armstrong 

## Clubes
| Club                       | País      | Año       |
| -------------------------- | --------- | --------- |
| Rosario Central            | Argentina | 2000-2003 |
| Deportivo Cuenca           | Ecuador   | 2003      |
| Gimnasia de Jujuy          | Argentina | 2004-2008 |
| San Martín de Tucumán      | Argentina | 2008-2009 |
| Banfield                   | Argentina | 2009-2012 |
| Boca Unidos de Corrientes  | Argentina | 2012-2013 |
| ADEO                       | Argentina | 2013      |
| América de Cañada de Gómez | Argentina | 2014-2017 |
| Barraca de Armstrong       | Argentina | 2018-2020 |
| Sport Club Cañadense       | Argentina | 2020-2022 |

### Campeonatos nacionales
| Título                     | Club                        | País      | Año      |
| -------------------------- | --------------------------- | --------- | -------- |
| Ascenso a Primera División | Gimnasia y Esgrima de Jujuy | Argentina | 2004-05  |
| Primera División           | Club Atlético Banfield      | Argentina | A - 2009 |